# Jouef
Jouef is een van oorsprong Frans bedrijf dat modeltreinen produceert. Het werd in 1944 opgericht door Georges Huard. Tot 2001 produceerde Jouef treinen op schaal H0 (1:87), die meer om hun robuustheid en hun lage prijs werden gewaardeerd dan om hun natuurgetrouwheid.
Naast de modeltreinen heeft Jouef ook modelauto's in de schalen 1:18 en 1:43 geproduceerd.
- Ferrari P330
- Ford Mustang mach 3
- BMW M3

en bouwde het auto's voor racebanen.
In 2004 is het bedrijf opgegaan in het Britse bedrijf Hornby Railways, nadat het door modelbouwbedrijf Lima was overgenomen. Sinds 2005 produceert Hornby onder de naam Jouef schaalmodellen van treinen van de Franse spoorwegen.
Arnold ·
Artitec ·
Bachmann ·
Brawa ·
Egger-Bahn ·
Fleischmann ·
Faller ·
Fulgurex ·
HAG ·
HAMO ·
Hornby Railways ·
Hübner ·
Ibertren ·
Jouef ·
Kato ·
KK Eishindo · 
Kleinbahn ·
Klein Modellbahn ·
Kleinspoor ·
Lemaco ·
LGB ·
Liliput ·
Lima ·
Lionel ·
LS Models ·
Märklin ·
Mehano Train Line ·
Micro-Trains ·
Minitrix ·
MK Modelbouwstudio's ·
Nilkram · 
Phildie · 
Philotrain ·
Piko ·
Primex ·
Regner ·
Rivarossi ·
Roco ·
ROKAL ·
THS ·
Tillig ·
Trix ·
Trix Express ·
Weinert
Abrex ·
Action ·
Agat ·
AHC Models ·
Amalgam ·
AWM ·
Apek ·
Artitec ·
Aurometal ·
Autoart ·
B-A-C ·
Bandai ·
Barlux ·
Best box ·
Bburago ·
BGM ·
Biante ·
Blue Box ·
Brami ·
Brekina ·
Britains ·
Buby ·
Budgie ·
Bymo ·
Cararama ·
Carex ·
Carisma ·
Carson ·
Charbens ·
Champion ·
CM's ·
Compact Specials Europe ·
Conrad ·
Corgi ·
Darda ·
DeAgostini ·
De Backer ·
Diamond Label ·
Dinky Toys ·
Doorkey ·
Edocar ·
Efsi ·
Eko ·
Elekon ·
Eligor ·
Ellas ·
ERTL ·
Espewe ·
Estetyka ·
Exoto ·
Faller ·
Galgo ·
Gama ·
Gasquy ·
Gisima ·
GMP ·
Greenlight ·
Grell ·
Guiloy ·
Guisval ·
Hasegawa ·
Herpa ·
Highspeed ·
Holland Oto ·
Hongwell ·
Hot Wheels ·
Husky ·
Igra ·
Italeri ·
J.M.K. ·
Jada Toys ·
Joal ·
Johnny Lightning ·
Jouef ·
Joy city ·
Kaden ·
KEES ·
Kenner ·
Kentoys ·
Konami ·
KOVAP ·
Kyosho ·
LEGO ·
Lesney ·
Limocars ·
Lion Toys ·
Lledo ·
Lone Star ·
Maisto ·
Majorette ·
Märklin ·
Marx ·
Matchbox ·
Mebetoys ·
Mercury ·
Metchy ·
Miho ·
Miniauto ·
MiniChamps ·
Mira ·
Monogram ·
Monti System ·
Morestone ·
MotorMax ·
Muky ·
Neo Scale Models ·
New Ray ·
Norev ·
Norscot ·
Novoexport ·
NZG ·
Onyx ·
Oxford Diecast ·
Permot ·
Pilen ·
Pioneer ·
Plasticart ·
Playart ·
Pocher ·
Poliguri ·
Polistil ·
Politoys ·
Portegies ·
Premium Classixxs ·
Racing Champions ·
Radon ·
Rainbow Toys ·
R.A.M.I. ·
Realtoy ·
Real-X ·
Redbox ·
REI ·
Replicars ·
Retro 43 ·
Revell ·
Rietze ·
Rivarossi ·
Road Signature ·
Roco ·
Ros ·
RW Modell ·
Sablon ·
Safir ·
Schabak ·
Schuco ·
SEBA ·
Septoy ·
Shelby Collectables ·
SIKU ·
Směr ·
Solido ·
Spark ·
Speedy ·
Summer ·
Tamiya ·
Tantal ·
Tekno ·
Tematoys ·
Tin Toys ·
Tomica ·
Tonka ·
Tootsietoy ·
Tuf Tots ·
Universal Hobbies ·
Valvoline ·
Vemi ·
Welly ·
Wiking ·
Winner ·
Wörlein ·
WSI ·
X-concepts ·
Yatming ·
Yaxon ·
Yow Modellini ·
Zee toys ·
Zylmex